# Chhattisgarh
Chhattisgarh (hindi: छत्तीसगढ़) je indijska savezna država smještena u središnjem dijelu zemlje. Država ima 22,895.000 (2008.) stanovnika i prostire se na 135.194 km2.
Glavni grad države je Raipur.
Chhattisgarh graniči sa saveznim državama: Madhya Pradesh na sjeverozapadu, Maharashtra na zapadu, Andhra Pradesh na jugu, Orissa na istoku, Jharkhand na sjeveroistoku i Uttar Pradesh na sjeveru.